# 鱗頰海鱔鯛
六角海鱔鯛，為鱸形目鱸亞目擬雀鯛科的其中一種，分布於西印度洋的葛摩Pamanzi島至馬達加斯加北部Nossi Bé海域，深度0-2公尺，本魚身體細長，肩部有深色斑點，前膈管有6個孔，8個眶下毛孔，背鰭硬棘1枚;背鰭軟條47-50枚;臀鰭硬棘0枚;臀鰭軟條37-40枚，體長可達7.4公分，棲息在沿海海草生長的礁石區，生活習性不明。

## 擴展閱讀
維基物種上的相關：六角海鱔鯛